# Terza linea
La terza linea è un ruolo del rugby che prevede solitamente la necessità di possedere una forza adeguata alla partecipazione a una mischia e capacità tecniche di un trequarti. Sono spesso giocatori alti e fisicamente prestanti, che possono essere utilizzati anche per conquistare il pallone in una touche.
In una mischia, le terze linee non hanno la funzione di spinta prominente che possiedono i piloni. La terza linea centro (numero 8) contrasta il mediano avversario nella conquista del pallone in uscita dalla mischia, ma egli stesso è anche l'unico giocatore che può slegarsi per raccogliere direttamente il pallone. La terza linea ala (flanker, numeri 6 e 7) compatta ed equilibra la mischia, sono i giocatori che per primi si slegano e tentano eventualmente il recupero del pallone dopo che questo sia uscito dalla mischia. Spesso i flanker aggrediscono il mediano d'apertura durante il calcio. Nel gioco aperto le terze linee hanno un ruolo fondamentale, essendo spesso i primi giocatori della mischia chiamati a fornire supporto fisico ai più veloci ed agili giocatori della tre quarti. Inoltre le terze linee giocano spesso nelle immediate vicinanze dei raggruppamenti, dove hanno il duplice ruolo di lottare per la conquista del pallone e di impedire lo sviluppo delle fasi offensive avversarie.
Giocatori di terza linea annoverati nella International Rugby Hall of Fame includono: Mervyn Davies (Galles e Lions), Morne du Plessis (Sud Africa), Jean-Pierre Rives (Francia), Hennie Muller (Sud Africa), Graham Mourie (Nuova Zelanda), Brian Lochore (Nuova Zelanda), Michael Jones (Nuova Zelanda), Wavell Wakefield (Inghilterra) e François Pienaar (Sud Africa).